# Capitalismo criativo
Capitalismo Criativo é um termo popularizado pelo fundador da Microsoft, Bill Gates, no Fórum Econômico Social em 2008 na cidade de Davos, Suíça. A ideologia apela para uma nova forma de capitalismo que trabalha para gerar benefícios a fim de resolver as inequidades e disparidades de renda mundiais, usando as forças de mercado para melhorar o endereçamento aos pobres. De acordo com Gates, 'Disparidade entre ricos e pobres hoje é maior do que nunca'. A ideia do capitalismo criativo de Gates combina os "dois grandes focos da natureza humana -- interesse próprio e cuidado com os demais," conforme ele postulou. Por manter uma mente nos negócios, as corporações mundiais podem descobrir novas, inovativos meios de resolver os maiores problemas de bilhões de pessoas mais pobres no mundo, que não ganham o suficiente para alimentar-se, consumir água ou ter acesso a medicamentos os quais o resto de nós tem acesso garantido, ele disse.